# Daniel Jiménez López
Daniel Jiménez López (Lebrija, provincia de Sevilla, 5 de marzo de 1990), más conocido como Dani Jiménez, es un futbolista español. Juega como guardameta y su equipo es la S. D. Huesca de la Segunda División de España.

## Trayectoria
Dani Jiménez comenzó a jugar al fútbol en las categorías inferiores del Club Atlético Antoniano de Lebrija.
En su paso por el equipo juvenil del Sevilla en el año 2009, logró la Copa del Rey en dicha categoría, en la que tuvo un importante papel sobre todo en la final, donde se enfrentaron al Athletic Club. Pasó por todas las categorías inferiores del Sevilla F. C. y Manolo Jiménez lo llegó a convocar en algún partido del primer equipo, sin llegar a debutar.
En la temporada 2012-13 fichó por el C. D. Mirandés, donde estuvo dos años antes de recalar en la S. D. Huesca. En el equipo oscense fue titular en el año que estuvo y que culminó con el ascenso a la Segunda División.
En 2015 firmó por la Agrupación Deportiva Alcorcón. En sus primeros tres años fue habitualmente suplente, no siendo un fijo en las alineaciones hasta la campaña 2018-19. Allí estuvo casi siete años, marchándose el 31 de enero de 2022 tras ejecutar una cláusula liberatoria en su contrato para jugar en el C. D. Leganés. Con este equipo logró, en la temporada 2023-24, un ascenso a Primera División, tras el cual regresó a Huesca firmando por tres años.

## Clubes
Actualizado a 19 de abril de 2025.
| Club              | País   | Año           | Partidos jugados | Goles encajados |
| ----------------- | ------ | ------------- | ---------------- | --------------- |
| Sevilla F. C. "C" | España | 2009-2010     | 17               | S/D             |
| Sevilla Atlético  | España | 2009-2012     | 53               | 64              |
| C. D. Mirandés    | España | 2012-2014     | 23               | 30              |
| S. D. Huesca      | España | 2014-2015     | 49               | 50              |
| A. D. Alcorcón    | España | 2015-2022     | 150              | 183             |
| C. D. Leganés     | España | 2022-2024     | 29               | 31              |
| S. D. Huesca      | España | 2024-presente | 32               | 28              |

## Palmarés

### Campeonatos nacionales
| Título           | Club          | País   | Año  |
| ---------------- | ------------- | ------ | ---- |
| Segunda División | C. D. Leganés | España | 2024 |